# 上里一将
上里 一将（うえさと かずまさ、1986年3月13日 - ）は、沖縄県宮古島市（旧平良市）出身の元プロサッカー選手。ポジションは主にミッドフィールダー（MF）。
宮古島及び宮古高等学校出身で初のプロサッカー選手。

## 来歴
小学1年生（6歳）の時に友人の誘いでサッカーを始め、3年生から本格的に打ち込むようになる。当時は身長に恵まれず、中学校入学時点で138cmしかなかった事もあって所属チームの練習後に1人居残り左足の技術を徹底的に磨き続けた。中学校卒業後は地元の高校で、上里の中学3年生次に全国高等学校サッカー選手権大会への初出場を果たした沖縄県立宮古高等学校に進学。高校の3年間で全国大会の出場は適わず、個人としても代表や選抜に招集された経験もなかった為に全国的には無名の存在だったが、当時から攻撃的な中盤の選手としてボールコントロールには定評があり、その才能を評価したJ2のコンサドーレ札幌より誘いを受け、2003年11月22日に同クラブより上里の獲得が発表された。同校出身者、並びに宮古島出身者として初のJリーガーとなった。上里は日本最南端でプレーする自分に届いた日本最北端のプロクラブからのオファーに「いったいどこで僕のプレーを見ていたのだろう?」と思ったという。

### コンサドーレ札幌
2004年は背番号24を与えられ、この年に新監督に就任した柳下正明の指導の下、クラブが若手育成路線に方針転換を図った最初の年という事もあって、高卒新人ながら早くから出場機会が与えられ、トップ下をはじめボランチでも起用された。トップ下のポジションには砂川誠という絶対的な存在がおり、シーズン序盤に主力選手で同ポジションも務められる三原廣樹が大怪我を負って長期離脱した事もあって、このポジションの2番手を同じく高卒新人で同期入団の桑原剛と激しく争った。5月19日J2第13節水戸戦の後半36分に砂川と途中交代で公式戦初出場を果たすが、翌6月には左足を骨折し離脱した。戦列に復帰すると、8月8日のJ2第26節湘南戦で初のスタメン出場を果たす。この試合ではボランチで起用されたが、試合中に肉離れを起こした為に 前半で交代となり、再度の離脱を余儀なくされた。復帰後は途中出場ながら毎試合に起用され続け、9月からは先発で起用されるようになると、11月14日天皇杯4回戦市原戦の後半34分に約30ｍの距離からミドルシュートを決め 公式戦初ゴールを挙げた。その一方で、チームは若手中心の布陣の為に他チームとの戦力差が顕著に見られ、リーグ戦では序盤から最下位に沈んでしまい、上里がリーグ戦に出場した全17試合のうち勝利を挙げられたのも僅か1勝だった。
2005年は背番号を19に変更。リーグ戦序盤こそ途中交代でボランチでの起用が目立ったものの、4月からチームが3-5-2のフォーメーションにトップ下を2枚を置く攻撃的な布陣を採用するとトップ下でレギュラーとして定着し、砂川と共に札幌の攻撃を牽引し多くの得点機を演出する活躍を見せる。5月21日のJ2第13節湘南戦でリーグ戦初ゴールを挙げ勝利に貢献し、6月25日第18節横浜FC戦ではミドルシュートを決め、札幌の公式戦通算100勝となる勝利に貢献した。これらの上里の活躍と成長を裏付けるように、リーグ戦中盤にかけてチームの成績も向上し一時は3位につけるなど上位争いを演じる立役者の1人となる。ところが、8月21日に行われた練習試合で左ひざ前十字靭帯損傷の大怪我を負い、シーズンの残りを棒に振った。
2006年からは背番号を20に変更。前年に負った怪我の影響は大きく、チームに合流後もコンディションを取り戻せずにいた事や、上里が離脱していた間にクラブが代役として補強した西谷正也が期待に見合う活躍を見せていた事、同期入団で同い年の鈴木智樹をはじめ、この年に移籍加入した大塚真司、芳賀博信、関隆倫らが主力に定着していた事などもあり、公式戦の復帰までには実に11ヶ月を要した。7月8日のJ2第26節愛媛戦の後半19分に西嶋弘之と途中交代で実戦復帰を果たすと、以降も途中出場ながら主にボランチで起用され続け、8月19日のJ2第34節仙台戦の後半20分に砂川に代わり途中出場しトップ下に入ると、後半41分に石井謙伍のゴールをアシストし、続く44分にはゴールまで約35mの位置から自身もミドルシュートを決め勝利に貢献するなど 存在感を示し、リーグ終盤には先発でも起用された。
2007年、監督が三浦俊也に代わると守備力のある選手を重視しメンバーを固定する起用方針によって構想から外れ、出場機会が激減する。前年までの3-5-2のフォーメーションからトップ下を置かない4-4-2に代わり、攻撃的な中盤では西谷、砂川、プロ2年目の藤田征也が起用され、ボランチでは大塚、芳賀が主力として起用された事に加えてカウエ、鄭容臺の加入もあって上里がこの年にスタメンで起用された試合は1つもなく、砂川や石井謙伍が途中出場で起用に応える活躍を見せていた事、シーズン終盤に入るとプロ2年目の西大伍や高卒新人の岡本賢明が積極的に起用された事などもあってリーグ戦でベンチ入り出来たのも僅か8試合に留まり出場時間も7試合で82分であった。その一方でチームはリーグ開幕から首位を独走しJ2優勝を果たすが上里個人としては非常に苦しいシーズンとなった。
2008年は前年にボランチのポジションを争ったカウエが退団したが、新たにクライトン、ディビッドソン純マーカスが加わり、新シーズン開幕後も依然として起用されない状態が続いた。しかし、前年からサテライトリーグ等でサイドバックやボランチとしての経験を積んで来た事が実を結び守備力やフィジカルの強さを身につけるなど成長を遂げ、8月27日のJ1第23節G大阪戦の後半33分に藤田征也と途中交代でJ1初出場を果たすと以降のリーグ戦で全試合に起用された。9月20日のJ1第25節千葉戦では後半3分に平岡康裕と途中交代で左サイドバックで起用されると札幌の攻撃の起点として活躍し、試合では敗れたものの千葉の守備陣を苦しめるなど、途中出場ながら起用に応える働きを見せた。チームは8月以降1勝も出来ずに10月19日の柏戦で敗戦しJ2降格が決定してしまうが、リーグ戦終盤にはボランチでスタメン起用されるようになると、攻撃の中心として若手の藤田、西大伍らとの連携から何度もチャンスを作る場面が多く見られ、翌年以降の躍進を予感させる戦いぶりを見せた。
2009年は新監督に就任した石崎信弘に指名されキャプテンに就任。クラブ史上最年少での主将抜擢だった。リーグ戦が開幕するとレギュラーとして主にボランチや左サイドバックで起用され、チーム最多の48試合に出場（うち先発出場は47試合）し、出場時間もチームトップの西嶋弘之に次ぐ4,013分に到達するなど上里にとって飛躍の年となった。リーグ戦が始まると序盤こそ勝てない時期が続き、3月25日のJ2第4節湘南戦では試合開始早々にチームメイトのキリノと接触し裂傷を負い負傷退場してしまう不運にも見舞われたが、続く3月29日J2第5節岡山戦で豪快なミドルシュートでシーズン初ゴールを挙げると、4月からはチームも13試合連続で不敗を続けるなど好調を維持し攻守の要としてチームを牽引した。また、得点能力の向上も見せており、上述の岡山戦でのゴールをはじめ、6月27日J2第24節仙台戦では左サイドの深い位置からゴールを決め、8月5日J2第32節の福岡戦では自陣側センターサークル手前の推定65mの位置からロングループシュートを決めるなど、持前の視野の広さとキックの精度を活かしたゴールも多く挙げ、9月20日のJ2第40節福岡戦ではプロ入り後初となる直接フリーキックを決めており、最終的に自身最多となる6得点でシーズンを終えた。
2010年は前年終盤に若手の岩沼俊介が左サイドバックで台頭した事で主戦場をボランチに移し、同じく前線からポジションを移して来たプロ3年目の宮澤裕樹と共にダブルボランチを組みシーズンを戦った。このシーズンの初ゴールを4月11日J2第6節柏戦の後半3分にゴールから約40mの位置で直接フリーキックを豪快に決めると、ここから自身初となる3試合連続ゴールを挙げ、チームの攻撃の起点としてだけではなく自らも得点源となり活躍していたものの、その一方でチームは勝てない試合が続き下位に低迷してしまう。上里自身も7月に入ると怪我の影響でコンディションを落としてしまい、9月23日のJ2第27節柏戦では前半23分と同ロスタイムに立て続けにイエローカードを受けてしまいプロ7年目にして初の退場を経験した。シーズンオフに入ると、クラブの財政問題が表面化し多くの主力選手が移籍をする中で上里自身もこの年にJ2降格が決定したFC東京からの獲得オファーを受け移籍を決断。翌2011年1月5日に同クラブへ期限付き移籍する事が発表された。

### FC東京
シーズン開幕前のキャンプでは左サイドハーフ、左サイドバックとしての適性も見せたが、リーグ戦が始まるとこれらのポジションでは、前年にセリエAに移籍した長友佑都の穴を埋める活躍を見せていた中村北斗や、若手の田邉草民、椋原健太が主力として起用された。一方、監督の大熊清からは中盤での展開力を買われ主にセグンド・ボランチ（攻撃型ボランチ）として梶山陽平らとポジションを争った（梶山を前線に押し上げる形での併用もあった）。リーグ戦では開幕戦以外の全試合にベンチ入りを果たし、出場時間こそ多くなかったものの起用された試合では期待に応える働きを見せ、チームがJ1昇格を決めた11月19日のJ2第36節鳥取戦では後半ロスタイムに移籍後初ゴールを挙げるなど J2優勝に貢献した1人となった。また、同年開催の天皇杯でも2回戦以降の全試合にベンチ入りし、チームは優勝を果たすが上里の試合出場は適わなかった。シーズンオフの2012年1月10日にFC東京から上里の移籍期間満了が発表され、同日、徳島ヴォルティスに期限付き移籍する事が所属元の札幌・徳島双方から相次いで発表された。

### 徳島ヴォルティス
徳島では札幌在籍時と同じ背番号20を与えられ、札幌時代の西嶋弘之、FC東京時代の鈴木達也とは再びチームメイトとなった。この年から新監督に就任した小林伸二の信頼を得て、リーグ戦が始まると主力ボランチとして起用され徳島の攻撃の起点としても活躍した。開幕戦からスタメン出場を果たし勝利に貢献するが、間もなくチームは不調に陥り5月まで1勝も出来なくなり下位に低迷すると、同時期に上里自身も不調に陥ってしまい先発からも外れており、途中起用された4月30日のJ2第11節水戸戦では失点の起点になってしまうなど苦しい時期を過ごした。以降は徐々に調子を取戻し安定した活躍を見せるが、チームの調子は今ひとつ上がらず最終的に15位に留まった。シーズン終了後にはJ2降格が決定した所属元の札幌より復帰要請を受け上里はこれを受諾。翌2013年1月11日に上里の札幌復帰が正式に発表され、プロ10年目となる節目のシーズンを古巣札幌で迎える事が決まった。

### コンサドーレ札幌復帰
この年からは新監督に上里がかつてプロ入り後の3年間にコーチとして薫陶を受けた財前恵一が就任しており、同監督には前年から大幅に若返ったチーム の中心選手として期待された。2度の移籍を経て精神面や守備面で大きく成長。献身的プレーを発揮できるようになり、リーグ戦が開幕すると主力ボランチとして起用され、河合竜二、宮澤裕樹、高卒新人の深井一希、堀米悠斗らとポジションを争いながら、出場した試合では視野の広さと高精度の左足を活かしてテンポ良く配球し攻撃を展開。多くの得点を演出するなど札幌の中盤において欠かせない働きを見せた。一方、チームは若手中心の布陣を余儀なくされていた事もあって序盤こそ敗戦が続いていたが、徐々に成績も上向くと6月8日J2第18節愛媛戦の前半5分に直接フリーキックを決め、札幌復帰後の初ゴールを挙げる。7月にはJ1クラブから上里への正式な獲得オファーが届くが、これを断っていた事が報道によって明らかとなっており、その後も攻守の要、精神的主柱として 奮闘を続けていたが、9月19日に右膝前十字靱帯断裂の大けがを負い 全治8ヶ月を要する事がクラブから発表され、残りのシーズンを棒に振る事となってしまい、上里不在の中チームは後一歩のところでプレーオフ進出を逃した。
2014シーズンは怪我の影響を受けリハビリからスタート。5月の第15節愛媛FC戦で復帰し、試合前にはサポーターから「待ってたぜ上里！」という弾幕が掲げられた。復帰3戦目の水戸ホーリーホック戦では1ゴール1アシストの活躍。攻撃の起点となる配球と中盤でのセカンドボール回収で リズムを作り、シーズン終盤には松本戦、磐田戦で正確なフリーキック、湘南戦では強烈なミドルシュートを決めるなど得点能力の高さも示した。一方チームは、1試合を残しJ1昇格の可能性を消滅させてしまい、またも悔しいシーズンとなった。
2015シーズンはキャンプから監督のバルバリッチの信頼を掴み、開幕戦にスタメン出場を果たす。しかしその後深井や新加入の稲本の活躍の影響、さらに上里自身も調子を落とし、出場機会が減ってしまう。四方田修平への監督交代後は6試合連続でスタメンで起用されるなど調子を戻したかに見えたが、終盤はベンチ外になる試合もあり、この年は1ゴール0アシストと不本意なシーズンとなってしまった。アシストがないシーズンは上里にとって初めてだった。
2016シーズンは慢性的な股関節痛に苦しみ、序盤は中々試合に絡むことができなかったが、稲本や宮澤の負傷により夏場にチャンスを得るとそれに応える動きを見せ、松本戦や清水戦という大事な試合で活躍。特に松本戦は最後までガムシャラに走り回り、ロスタイムにはパウリーニョのシュートをみぞおちでブロックし、気持ちが入ったプレーを見せた。しかしその後は前寛之の活躍や自身のケガの影響により再びメンバーから外される試合も少なくなかった。終盤の千葉戦、金沢戦ではスタメンで起用されるも、シーズン終了後契約満了により札幌を退団。

### ロアッソ熊本
2017年、最初にオファーがあったというロアッソ熊本へ完全移籍。主にセントラルハーフでチームの中心選手となり、開幕戦ではコーナーキックから安柄俊の先制点をアシスト。平繁龍一は「一度カズさんを経由してから攻撃に行くことが多くなり、攻撃のパターンが増えた」と話すなど、チームからは新加入ながら絶大な信頼を得られている。その後は、第3節山形戦の後半アディショナルタイムにコーナーキックからGK佐藤昭大のヘディングゴールをアシストし、第5節大分戦ではJ2通算300試合出場を達成。また、「熊本地震復興支援マッチ」と釘打たれたJ2第8節松本戦で移籍後初のゴールとなる直接フリーキックを決めた。シーズン途中に監督が清川浩行から池谷友良へ交代するもコンスタントに試合出場を重ね、この年は結局28試合に出場し1ゴール4アシストの成績を残した。
2018年、札幌時代に発症した慢性的な股関節痛が再発しシーズン開幕前のキャンプから負傷離脱となり、実戦復帰は第21節松本戦までズレ込んだ。その後もケガの影響で短時間のみの出場となりながらも、持ち味である視野の広さと正確なパスで熊本の攻撃を支え続け、J2第28節横浜FC戦でシーズン初の先発出場と同時に熊本移籍後初のゲームキャプテンに指名された。つづく第29節岐阜戦ではプロ入り後初となるヘディングシュートを決め、第31節山形戦で実戦復帰後初のフルタイム出場を果たした。が、出番は限定的であり、
同シーズンをもって契約満了となり退団した。

### FC琉球
2019年、出身地・沖縄県を本拠地に置くFC琉球に加入。
J2初年度の琉球をキャプテンとして支え、40試合に出場し4ゴール2アシストと琉球の中盤に必要不可欠な存在となった。鋭い楔のパスやサイドチェンジ、強烈なミドルシュート、粘り強い守備など全盛期を彷彿とさせるプレーを連発し、情報誌サッカーキングJ2優秀選手賞を受賞した。その活躍を見たアルビレックス新潟から夏に獲得オファーが届いたが、地元沖縄に貢献したいという思いから残留を決断した。
2020年8月1日、第9節のファジアーノ岡山FC戦でJ通算400試合出場を達成。
2021年10月26日、練習中に右膝半月板損傷の負傷。同年11月15日に手術を受けた。
2022年11月18日、シーズン終了後契約満了により琉球を退団。
2023年2月7日、現役引退を発表。

### 現役引退後
2023年2月7日、現役引退と同時にFC琉球アカデミーのロールモデルコーチに就任することが発表された。
2023年10月24日、Jリーグ功労選手賞の受賞が決定。

## プレースタイル
視野の広さからくるキラーパスと、精度の高いプレースキック が持ち味。プロ入り当初は攻撃的MF（トップ下）だったが、ボランチや左サイドハーフ、左サイドバックなど、複数のポジションをこなせるようになった。強烈なミドルシュートも得意としており、隙があればどこからでも狙ってくる積極的な姿勢も魅力のひとつ。試合の流れを読むゲームコントロール、チーム全体をまとめる統率力やキャプテンシーも備えている。

## 所属クラブ
- 平良市立南小学校[1]
- 平良市立平良中学校[1]
- 沖縄県立宮古高等学校
- 2004年 - 2016年  コンサドーレ札幌 / 北海道コンサドーレ札幌
  - 2011年  FC東京 (期限付き移籍)
  - 2012年  徳島ヴォルティス (期限付き移籍)
- 2017年 - 2018年  ロアッソ熊本
- 2019年 - 2022年  FC琉球

## 個人成績
| 国内大会個人成績 | 国内大会個人成績 | 国内大会個人成績 | 国内大会個人成績 | 国内大会個人成績 | 国内大会個人成績 | 国内大会個人成績 | 国内大会個人成績 | 国内大会個人成績 | 国内大会個人成績 | 国内大会個人成績 | 国内大会個人成績 |
| 年度             | クラブ           | 背番号           | リーグ           | リーグ戦         | リーグ戦         | リーグ杯         | リーグ杯         | オープン杯       | オープン杯       | 期間通算         | 期間通算         |
| 年度             | クラブ           | 背番号           | リーグ           | 出場             | 得点             | 出場             | 得点             | 出場             | 得点             | 出場             | 得点             |
| 日本             | 日本             | 日本             | 日本             | リーグ戦         | リーグ戦         | リーグ杯         | リーグ杯         | 天皇杯           | 天皇杯           | 期間通算         | 期間通算         |
| ---------------- | ---------------- | ---------------- | ---------------- | ---------------- | ---------------- | ---------------- | ---------------- | ---------------- | ---------------- | ---------------- | ---------------- |
| 2004             | 札幌             | 24               | J2               | 17               | 0                | -                | -                | 4                | 1                | 21               | 1                |
| 2005             | 札幌             | 19               | J2               | 23               | 2                | -                | -                | 0                | 0                | 23               | 2                |
| 2006             | 札幌             | 20               | J2               | 22               | 1                | -                | -                | 3                | 0                | 25               | 1                |
| 2007             | 札幌             | 20               | J2               | 7                | 0                | -                | -                | 1                | 0                | 8                | 0                |
| 2008             | 札幌             | 20               | J1               | 12               | 0                | 1                | 0                | 1                | 0                | 14               | 0                |
| 2009             | 札幌             | 20               | J2               | 48               | 6                | -                | -                | 1                | 0                | 49               | 6                |
| 2010             | 札幌             | 20               | J2               | 28               | 4                | -                | -                | 1                | 0                | 29               | 4                |
| 2011             | FC東京           | 32               | J2               | 17               | 1                | -                | -                | 0                | 0                | 17               | 1                |
| 2012             | 徳島             | 20               | J2               | 32               | 0                | -                | -                | 1                | 0                | 33               | 0                |
| 2013             | 札幌             | 20               | J2               | 30               | 1                | -                | -                | 0                | 0                | 30               | 1                |
| 2014             | 札幌             | 20               | J2               | 26               | 4                | -                | -                | 0                | 0                | 26               | 4                |
| 2015             | 札幌             | 20               | J2               | 27               | 1                | -                | -                | 1                | 0                | 28               | 1                |
| 2016             | 札幌             | 20               | J2               | 18               | 0                | -                | -                | 0                | 0                | 18               | 0                |
| 2017             | 熊本             | 20               | J2               | 28               | 1                | -                | -                | 1                | 1                | 29               | 2                |
| 2018             | 熊本             | 20               | J2               | 16               | 1                | -                | -                | 0                | 0                | 16               | 1                |
| 2019             | 琉球             | 20               | J2               | 40               | 4                | -                | -                | 0                | 0                | 40               | 4                |
| 2020             | 琉球             | 20               | J2               | 42               | 2                | -                | -                | -                | -                | 42               | 2                |
| 2021             | 琉球             | 20               | J2               | 34               | 2                | -                | -                | 0                | 0                | 34               | 2                |
| 2022             | 琉球             | 20               | J2               | 21               | 1                | -                | -                | 1                | 0                | 22               | 1                |
| 通算             | 日本             | 日本             | J1               | 12               | 0                | 1                | 0                | 1                | 0                | 14               | 0                |
| 通算             | 日本             | 日本             | J2               | 476              | 31               | -                | -                | 14               | 2                | 489              | 33               |
| 総通算           | 総通算           | 総通算           | 総通算           | 488              | 31               | 1                | 0                | 15               | 2                | 504              | 33               |

出場歴
- 2004年05月19日：J2初出場 - J2第13節 vs水戸ホーリーホック (厚別)
- 2004年11月14日：公式戦初得点 - 天皇杯4回戦 vsジェフユナイテッド市原 (室蘭)
- 2005年05月21日：J2初得点 - J2第13節 vs湘南ベルマーレ (平塚)
- 2008年08月27日：J1初出場 - J1第23節 vsガンバ大阪 (厚別)
- 2009年08月05日：J2 100試合出場 - J2第32節 vsアビスパ福岡 (厚別)
- 2013年04月07日：J2 200試合出場 - J2第07節 vsファジアーノ岡山FC (カンスタ)
- 2017年03月26日：J2 300試合出場 - J2第05節 vs大分トリニータ (えがお健康スタジアム)[79]